# The Innocents (альбом Уайз Блад)
| Совокупная оценка    | Совокупная оценка |
| Источник             | Оценка            |
| -------------------- | ----------------- |
| Metacritic           | 82/100            |
| Оценки критиков      |                   |
| Источник             | Оценка            |
| AllMusic             | [ 2 ]             |
| Consequence of Sound | B                 |
| Loud and Quiet       | [ 4 ]             |
| Pitchfork            | 7.7/10            |
| PopMatters           | [ 6 ]             |
| Tiny Mix Tapes       | [ 7 ]             |
| Uncut                | [ 8 ]             |

The Innocents — второй студийный альбом американской рок-певицы и автора-исполнителя Уайз Блад, вышедший 21 октября 2014 года на лейбле Mexican Summer.

## Отзывы
Альбом получил положительные отзывы музыкальных критиков и интернет-изданий: AllMusic, Consequence of Sound, Loud and Quiet, Pitchfork, PopMatters, Uncut.

## Список композиций
Слова и музыка всех песен — Натали Меринг (Weyes Blood).
| №                   | Название                  | Длительность |
| ------------------- | ------------------------- | ------------ |
| 1.                  | «Land of Broken Dreams»   | 4:31         |
| 2.                  | «Hang On»                 | 3:45         |
| 3.                  | «Some Winters»            | 6:15         |
| 4.                  | «Summer»                  | 2:47         |
| 5.                  | «Requiem for Forgiveness» | 4:29         |
| 6.                  | «Ashes»                   | 5:27         |
| 7.                  | «Bad Magic»               | 5:54         |
| 8.                  | «February Skies»          | 4:45         |
| 9.                  | «Montrose»                | 2:57         |
| 10.                 | «Bound to Earth»          | 3:39         |
| Общая длительность: | Общая длительность:       | 44:32        |